# العم جدو
العم جدو (بالإنجليزية: Uncle Grandpa) مسلسل رسوم متحركة أمريكي من تأليف بيتر براونغاردت وإنتاج استوديوهات كرتون نتورك. بث على قناة كرتون نتورك لأول مرة في 3 سبتمبر 2013 وعرض على كرتون نتورك بالعربية في 6 يوليو 2014.

## القصة
العم جدو جليس أطفال، هو عم وجد الجميع في العالم، يتوقف أمام منازل الأطفال كل يوم لمعرفة ماذا يفعلون. والأطفال الذين يزورهم العم جدو لديهم مشاكل خاصة بهم، ويحاول العم جدو مساعدتهم في حلها من خلال سلسلة من العوارض الفوضوية والخارجة عن المنطق. وهو يعيش في بيت متحرك عبارة عن شاحنة تحتوي على كثير من الأشياء التافهة والمهمة، ويرافقه حقيبة بطن (ذكر) متحدثة تسمى بيلي باغ، وهو يمده بأشياء وأسلحة من معدته، وديناصور يمشي بساقين يدعى سيد غاز، وفي حلقة المصارعة قيل له غاس الغامض وهو أخضر اللون، وصورة نمرة فوتوغرافية مقطوعة اسمها النمرة الضخمة الواقعية الطائرة، وفي حلقة الاختباء والتفتيش سميت تايجر، ولايعرف هل هو ذكر أم أنثى؟ وشريحة بيتزا ذكر متحدثه تسمى بيتزا ستيف وهو مغرور ومعجب كثيراً بنفسه ويحب الدراجات النارية والألعاب الإلكترونية (ألعاب الفيديو)، ويستغل بيتزا ستيف خوف الناس من النمرة لتهديدهم مقابل إعطائه مايريد.

## الشخصيات

شخصيات الحلقات، من اليسار إلى اليمين: العم جدو، بيلي باغ، بيتزا ستيف، سيد غاز، والنمرة العملاقة الطائرة

### الشخصيات الرئيسية
- العم جدو (Uncle Grandpa)
  - مؤدي الصوت: بيتر براونغاردت
  - المدبلج العربي: جورج طويل/سعد حمدان
- بيلي باغ (Belly Bag)
  - مؤدي الصوت: إريك بوذا
  - المدبلج العربي: حسن مهدي
- العسبرة الضخمة العملاقة الطائرة (سميت بالخطأ بإسم النمرة في النسخة العربية) (Giant Realistic Flying Tiger)
  - مؤدي الصوت: لا يوجد
- بيتزا ستيف (Pizza Steve)
  - مؤدي الصوت: آدم ديفين
  - المدبلج العربي: حسان حمدان/شربل أيوب
- سيد غاز (Mr. Gus)
  - مؤدي الصوت: كيفن مايكل ريتشاردسون
  - المدبلج العربي: فادي الرفاعي

### الشخصيات أخرى
- بيري نايس (Beary Nice)
  - مؤدي الصوت: أودي هاريسون
  - المدبلج العربي: حسان حمدان/حسن مهدي
- هوت دوغ بيرسون (Hot Dog Person)
  - مؤدي الصوت: إريك بوذا
  - المدبلج العربي: فادي الرفاعي
- تايني ميراكل (Tiny Miracle)
  - مؤدي الصوت: توم كيني
  - المدبلج العربي: حسان حمدان/حسن مهدي

## الأصوات العربية
- جورج طويل - العم جدو (الصوت الأول)
- حسن مهدي - بيلي باغ، بيري نايس (الصوت الثاني)، تايني ميراكل (الصوت الثاني)، إريك، رايلي
- حسان حمدان - بيتزا ستيف، بيري نايس (الصوت الأول)، تايني ميراكل (الصوت الأول)، لاري فيك شورت (الصوت الأول)
- فادي الرفاعي - سيد غاز، هوت توغ بيرسون
- سعد حمدان - العم جدو (الصوت الثاني)
- خليل الحاج علي - دينيس
- سيلفانا فلفلة - داني، ساندي
- رالين داغر - جاكي، لاري فيك شورت (الصوت الثاني)
- جيهان الملا - سوزي، سباكيتي لايك، بيلي
- ميرنا الحسيني - ميلفين
- علي فتوني
- إبراهيم ماضي
- شربل أيوب - بيتزا ستيف (في إحدى الحلقات)
- عماد فغالي
- ريتشارد ياني
- محمد يوسف

## الجوائز
| السنة | الجائزة                                     | التصنيف                                        | المرشح (المرشحون) | النتيجة |
| ----- | ------------------------------------------- | ---------------------------------------------- | --- | ------- |
| 2010  | جوائز الإيمي برايم تايم                     | Outstanding Short-format Animated Program      | بيتر براونغاردت وجانيت دايمون وروبيرت الفارز وروب رنزيتي وكريغ مكراكين وبراين أ. ميلر وجنيفير بيلفري وروب سورتشير (لحلقة "العم جدو" التجريبية من The Cartoonstitute) | رُشِّح     |
| 2014  | Primetime Emmy Awards                       | فرد متميز في رسوم متحركة                       | نيك إدواردز (لحلقة "خائف من الظلام") | فوز     |
| 2015  | Annecy International Animated Film Festival | مسلسل تلفزيوني                                 | ماكس وينستون وبيتر براونغاردت (لـ"واقع إجمالي" من العم جدو) | رُشِّح     |
| 2016  | جوائز آني                                   | تمثيل صوتي في إنتاج رسوم متحركة تلفزيوني/إذاعي | كيفن مايكل ريتشاردسون (بدور سيد غاز، لحلقة "العم جدو في الأفلام") | رُشِّح     |

## وصلات خارجية
- العم جدو على موقع IMDb (الإنجليزية)
- العم جدو على موقع كينوبويسك (الروسية)
- العم جدو على موقع ألو سيني (الفرنسية)
- العم جدو على موقع قاعدة بيانات الفيلم (الإنجليزية)

- الموقع الرسمي
- Uncle Grandpa  على فيسبوك.
- Uncle Grandpa at تي في.كوم
- Uncle Grandpa at the قاعدة بيانات الأفلام على الإنترنت